# Hexaclorobutadieno
Hexaclorobutadieno é o composto químico com fórmula Cl2C=C(Cl)C(Cl)=CCl2, é um líquido incolor a temperatura ambiente que tem um odor similar a terebintina. É um dieno alifático clorado um número limitado e específico de aplicações, mas é mais utilizado como solvente para outros compostos clorados.